# Dahák

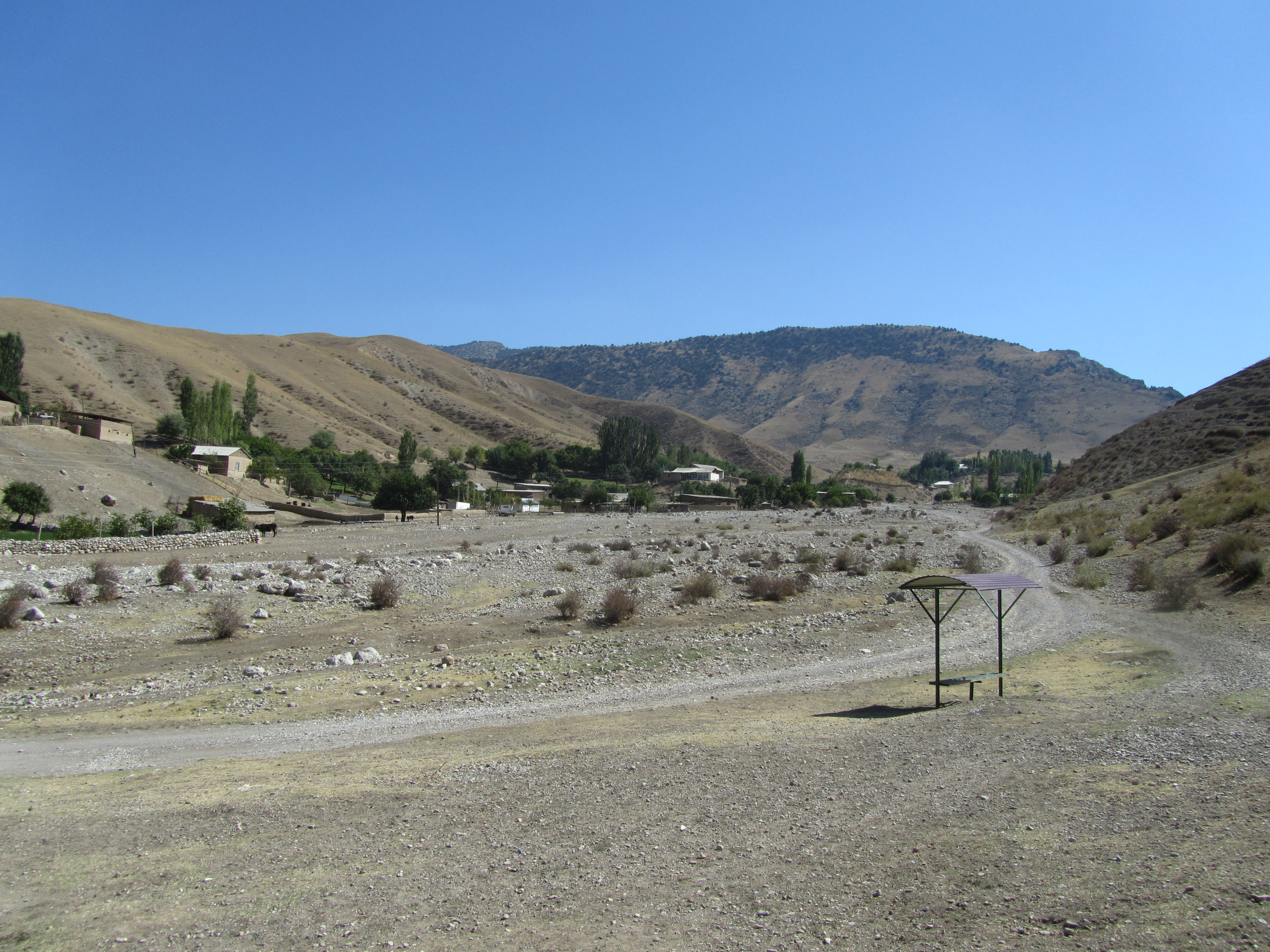
A Kopet-dag Dargaz környékén, napjainkban

Az ókori történetírók által daháknak, parthusoknak, szakáknak és szkítáknak is nevezett avarok a közép-ázsiai szkíták, azaz a szakák csoportjába tartoztak. Írott források első ízben az i. e. 7. században említik őket. Az asszír ékiratos táblákon szereplő Partukka (a perzsák nyelvén Parthava) tartomány bizonyára lakóhelyükre hivatkozik.
Parthava (Apauarktikéné: Απαυαρκτικηνη, Artikéné: Αρτικηνη, Parauktikéné: Παραυκτικηνη, Parthüéné: Παρθυηνη; Apavortene, Zapaortene) egykor kicsiny tartomány, keskeny sáv volt a Kopet-dag északi előterében. Központja a mai Dargaz (régebbi neve Apauartktiké: Απαυαρτκτικη; Abivard, Dara, Pavart; stb.) település környékén lehetett. A mai Dahisztán (Dihisztán stb.) nevű területet e vidéktől nyugatra, a Kaszpi-tengerhez közelebb találjuk.
Caius Plinius Secundus, Quintus Curtius Rufus és Titus Livius is hírt adott a dahákról. Curtius Rufus szerint III. Alexandrosz, makedón király indiai hadjáratában mint lovasok szerepeltek. Publius Cornelius Tacitus szerint lakóhelyüket a Sindes (Hari Rud, Tejen) folyó választotta el Areia (Haraiva) – nagyjából a mai Herát – tartománytól.
Az avarok szálláshelye az i. sz. 3. századig az Amu-darja és a Kopet-dag között volt, pontosabban a nevezett hegység északi előterében, Parthava tartomány területén. A 3. századtól a 6. század közepéig Baktria vidékén laktak. Az 554. év táján nagyobb részük elhagyta közép-ázsiai hazáját, és a Keleti-Kaukázus vidékére vándorolt (555.), majd az 567–568. évben a Kárpát-medencében telepedett le.
Az avarokat a tudomány képviselői, a perzsák által rájuk aggatott név alapján, indoirániaknak is tartják. A daha nevet a hotani szakák nyelvének ember, férfi stb. szavával is azonosítják.

## A daha név
A daha iráni gyökerű, több értelmű kifejezés. Jelentése lehet például ember, férfi vagy ellenség, idegen. A perzsák a szkíta avarokra, Parthava tartomány névadóira aggatták e címet, ennélfogva a daha szó ide illő értelme inkább: ellenség, idegen.
Olykor, nyilván a hasonlóság okán, a dahák (görögösen Δάοι, Δάαι stb., latinosan dahae) nevét összekapcsolják a dákok (Δάκοι stb.) – szkíták által uralt trák népesség – megszólításával. E kérdéssel részletesebben White munkája foglalkozik. Míg azonban előbbi görögös név gyökere az ismert iráni daha szó, addig utóbbié egy feltételezett szkíta *dak, *dako vagy *dakos stb. kifejezés lehetett.

## Harmatta János feltevése
Harmatta János, érdemekben megőszült iranistánk szerint a daha szó a hotani szakák nyelvéből származik, és embert, férfit jelent. A görögös masszagetai (μασσαγέται) kifejezés pedig az Aveszta nyelvének bizonyos szavaival rokon. Ha elhagyjuk a szó végéről a toldalékot, akkor egy feltételezett *massaga szóalakot kapunk, s ez az avesztai maša, mašya, mašyaka (ember, férfi) szóval vethető össze.
Az Aveszta nyelve Baktria területén alakult ki, s ebből következően – mondja Harmatta – a *massaga kifejezés a daha szó baktriai megfelelője, fordítása. Másként fogalmazva, a hotani szaka nyelv daha kifejezése tartalmilag ugyanaz, mint a baktriai *massaga.
Harmatta állításainak több körülmény ellentmondani látszik:
- A görögös masszagetai kifejezés töve – ha elhagyjuk a szó végéről a névszó, illetve többesének jelölését – nem *massaga, hanem *masszaget lenne.
- Az Aveszta nyelve vélhetően Baktria területén alakult ki, ebből azonban nem feltétlenül következnek Harmatta további állításai.
- Daha címmel a perzsák következetesen az avarokat, Dahisztán stb. névvel pedig lakóhelyüket, az egykori Parthava tartományt illették.
- A daha név már I. Khsajársá, perzsa király Daiva-feliratain szerepel (i. e. 5. század), és a kínaiak is feljegyezték a daha nevet – kínai fülnek taji (大益) – az i. e. 1. században.[7] A hotani szakák nyelve ellenben csak az i. sz. 4. században tűnt fel, s főleg a 7–10. században keletkezett iratokból ismert.[8]
- Masszagetai – illetve az ennek megfelelő szkíta kifejezés – az ászik szövetségének neve volt. Az ászik az Aral-tó körül, közelebbről a Szir-darja alsó szakaszánál és Khoraszmia tartomány területén – Arrianus szerint az Amu-darja és a Szir-darja között – laktak. Egyetlen korabeli forrás sem említi őket Dahisztán, illetve Parthava vidékéről.

## További ismertetők
- Eduljee, K. E. (2005–2014): Dahi. Daha, Dahistan (Dahae), Friend & Foe. Zoroastrian Heritage.